# Hopéite
L'hopéite, ou stilbite duovigésimale, est une espèce minérale composée de phosphate de zinc hydraté de formule : Zn3(PO4)2•4H2O. C'est un minéral rare. 
L'hopéite cristallise dans le système orthorhombique et forme des cristaux vitreux, qui vont du blanc au jaune. Elle forme également des druses et des incrustations en masses réniformes (en forme de rein). L'hopéite est étroitement associée à la parahopéite, qui a la même composition chimique mais une structure cristalline différente. Ces minéraux sont formés par l'oxydation de sphalérite en présence de solutions riches en phosphates.

## Historique de la description et appellations

### Inventeur et étymologie
L'hopéite a été décrite par le minéralogiste anglais David Brewster en 1822, le minéral est dédié à Thomas Charles Hope (1766–1844), chimiste de l'université d’Édimbourg.

### Topotype

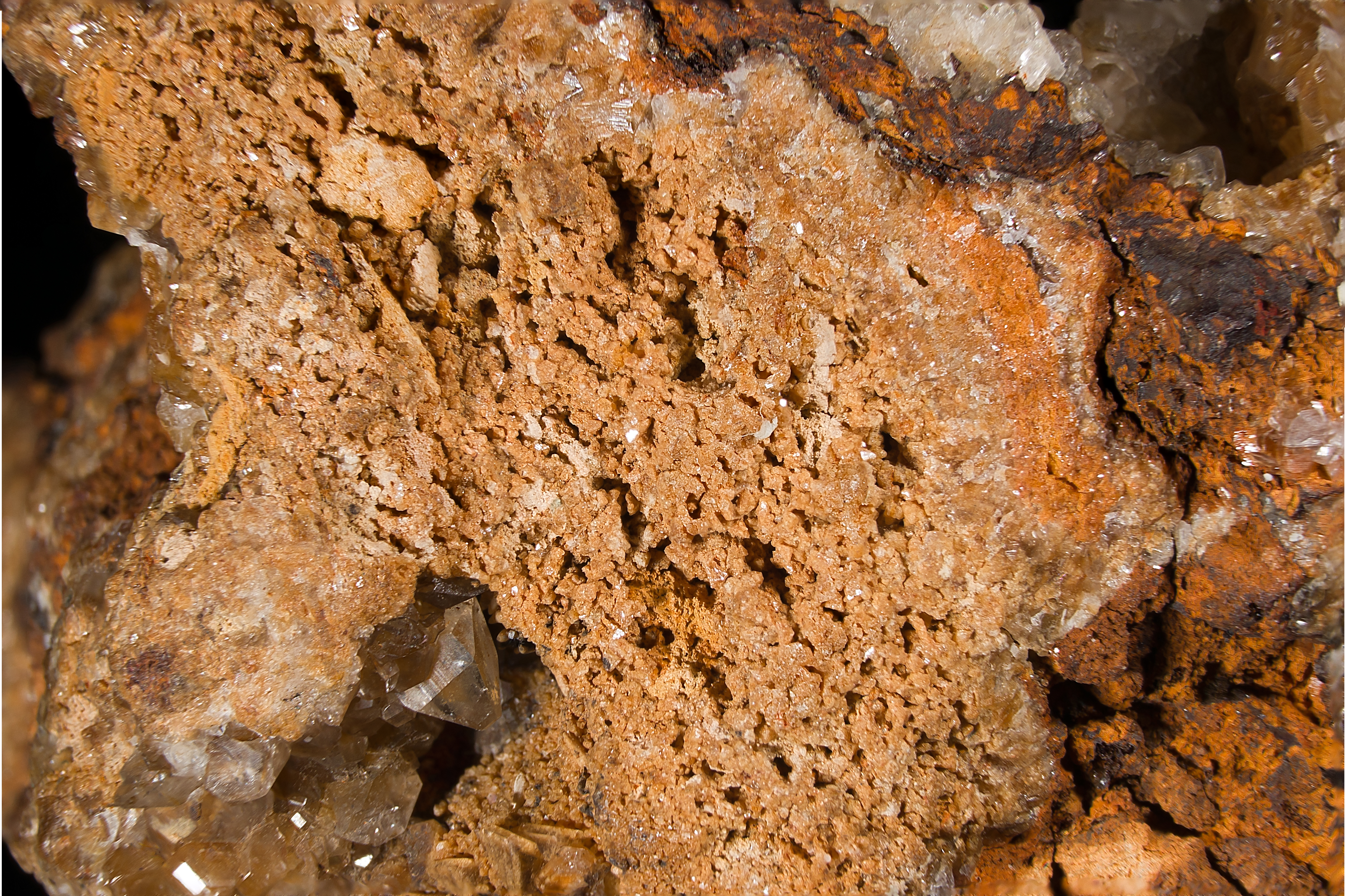
Hopéite - gisement topotype.

- Vieille Montagne, Moresnet, province de Liège en Belgique.

### Synonymie
- Hibbenite (Phillips, 1916)[5] Dédiée à John Grier Hibben ancien président de l’Université de Princeton.
- Hopéite : orthographe francophone.
- Prismatoidischer Zinkphyllit (Breithaupt,1832) [6]
- Stilbite duovigésimale (Haüy) [7]

## Caractéristiques physico-chimiques

### Cristallographie
- L'hopéite et la parahopéite sont des dimorphes. L'hopéite cristallise dans le système cristallin orthorhombique, groupe d'espace : P nma, tandis que la parahopéite cristallise dans le système cristallin triclinique, groupe d'espace : P1.
- Il existe deux variétés d'hopéite, nommées respectivement α-hopéite and β-hopéite [8], distinguées par des propriétés optiques et thermiques légèrement différentes, en fonction de l'orientation d'une des molécules d'eau présente dans la structure cristalline (Herschke et al., 2004).
- Paramètres de la maille conventionnelle : a = 10,597 Å, b = 18,318 Å, c = 5,031 Å, Z = 4 ; V = 976,6 Å3

## Gîtes et gisements

### Gîtologie et minéraux associés
Gîtologie
Minéral secondaire de la zone d'oxydation des gîtes zincifères.
Minéraux associés
- Hémimorphite (Dans le gisement topotype)

### Gisements producteurs de spécimens remarquables
- Zambie

Mine Kabwe (Broken Hill). Les échantillons de cette mine, associés à la lazulite, sont typiques.
- Australie

Reaphook Hill, près de Blinman, Chaîne de Flinders, Australie-Méridionale. De superbes cristaux de parahopéite et de tarbuttite associés à la scholzite y ont été découverts.
- Canada

Mine d'Hudson Bay, Salmo, Colombie-Britannique, associée à la spencerite.